# Castel del Giudice
Castel del Giudice – miejscowość i gmina we Włoszech, w regionie Molise, w prowincji Isernia.
Według danych na rok 2004 gminę zamieszkuje 356 osób, 25,4 os./km².